# Ophiopogon sylvicola
Ophiopogon sylvicola là một loài thực vật có hoa trong họ Măng tây. Loài này được F.T.Wang & Tang mô tả khoa học đầu tiên năm 1937.